# 藤原清志
藤原 清志（ふじわら きよし、1960年3月15日  - ）は、日本の自動車技術者、実業家、コンサルタント。合同会社Office F Vision代表。株式会社ミクニ取締役専務執行役員。元マツダ株式会社代表取締役副社長。

## 来歴・人物
岡山県玉野市出身。同志社大学機械工学科卒業後、1982年に東洋工業（現在のマツダ）に入社。開発部門を歩み、2002年に発売された2代目デミオでは開発責任者を担当した。その後、欧州開発部門の副社長や商品企画ビジネス戦略本部長を経て、パワートレイン開発本部長に就任し、2010年に発表されたスカイアクティブ・テクノロジーの開発を牽引した。2016年に取締役に就任し、2018年の副社長昇格後は研究開発のほか、北米事業やグローバル・マーケティング、販売なども統括。2022年から導入が開始された中大型の上級車種「ラージ商品群」の開発を主導した。
2022年6月にマツダを退社。同年7月、合同会社Office F Visionを設立し、コンサルティング事業を開始した。
2025年6月、株式会社ミクニ 取締役専務執行役員 兼 CIOに就任した。

## 経歴
- 1978年 - 岡山県立玉野高等学校卒業[8]。
- 1982年 - 同志社大学機械工学科を卒業し[3]、東洋工業（現在のマツダ）に入社[1]。
- 2003年 - マツダモーターヨーロッパGmbH.副社長[1]。
- 2005年 - 商品企画ビジネス戦略本部長[1]。
- 2007年 - パワートレイン開発本部長[1]。
- 2008年 - 執行役員 パワートレイン開発本部長・パワートレイン企画部長[1]。
- 2009年 - 執行役員 パワートレイン開発本部長[1]。
- 2010年 - 執行役員 商品企画・パワートレイン開発担当[1]。
- 2011年 - 執行役員 商品企画・プログラム開発推進・デザイン担当、コスト革新担当補佐[1]。
- 2012年 - 執行役員 商品企画・プログラム開発推進・デザイン・アセアン戦略推進担当、コスト革新担当補佐[1]。
- 2013年 - 常務執行役員 ビジネス戦略・商品・デザイン・コスト革新担当[1]。
- 2015年 - 常務執行役員 研究開発・コスト革新担当、R&Dリエゾン室長、株式会社マツダE&T代表取締役社長[1]。
- 2016年
  - 4月 - 専務執行役員 研究開発・MDI統括、コスト革新担当[1]。
  - 6月 - 取締役専務執行役員 研究開発・MDI統括、コスト革新担当[1]。
- 2017年 - 取締役専務執行役員 研究開発・MDI・コスト革新統括[1]。
- 2018年 - 代表取締役副社長執行役員 社長補佐、北米事業・研究開発・MDI統括[1]。
- 2019年 - 代表取締役副社長執行役員 社長補佐、グローバルマーケティング・販売・カスタマー サービス統括[1]。
- 2021年 - 代表取締役副社長執行役員兼COO（最高執行責任者）、イノベーション・カーボンニュートラル・協業・新事業統括[1]。
- 2022年
  - 6月 - マツダを退社[7]。
  - 7月 - 合同会社Office F Visionを設立[8]。
- 2025年
  - 6月 - 株式会社ミクニ取締役専務執行役員兼CIO（チーフイノベーションオフィサー）。